# Paraceradocus stenepimerus
Paraceradocus stenepimerus is een vlokreeftensoort uit de familie van de Maeridae. De wetenschappelijke naam van de soort is voor het eerst geldig gepubliceerd in 1984 door Andres.